# コリーヴレッカン湾
コリーヴレッカン湾 (The Gulf of Corryvreckan) は、コリーヴレッカン海峡とも呼ばれる狭い海峡。スコットランド本土の西海岸沖に位置しており、アーガイル・アンド・ビュート州のジュラ島とスカルバ島の間にある。名前の由来はスコットランド・ゲール語のCoire Bhreacainで「まだら模様の海の大釜」または「格子縞の大釜」という意味がある。
観光客は、地元の港から観光ボートに乗ったり、オーバン空港から出発する遊覧飛行に参加したりすることでコリーヴレッカン湾を見ることができる。

## 地形

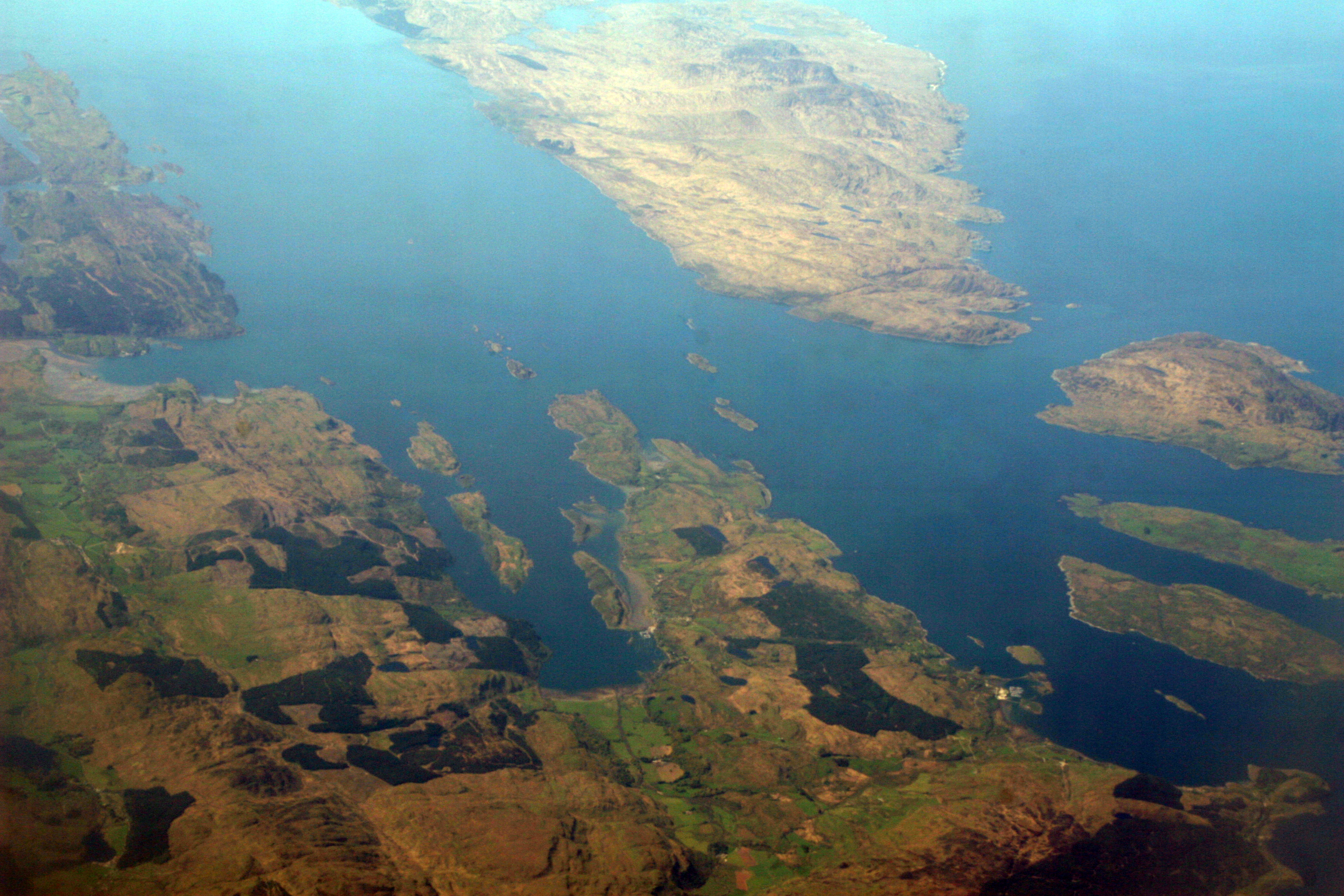
コリーヴレッカン湾と周辺の航空写真 (南西から)。 右上のジュラ島 (大) とスカルバ島の間にあるのがコリーヴレッカン湾。左上はジュラ湾。

大西洋の荒い海流と特殊な地形をした海底の影響で、コリーヴレッカン海峡では特別に激しい、速い潮の流れが生まれる。上げ潮が2つの島の間の狭い海域に流れ込むと、その速度は時速16キロメートルに上がり、それがそのまま深い窪みや隆起した岩の根 (ピナクル) など、複雑な特徴を持つ海底にぶつかる。こういった条件が互いに作用しあって渦潮 (うずしお)、定常波、その他さまざまな現象が海面に発生する。
「コリーヴレッカン」は世界で3番目に大きい渦潮である。コリーヴレッカン湾の北部の水深70～29メートルには、玄武岩でできたピラミッド型の海底山脈がそびえ立っており、その丸い先端を囲むように渦潮が発生する。西にあるローン湾を出入りする上げ潮と下げ潮によって、コリーヴレッカン湾の水は時に9メートル以上の高波に変わる。その結果生じる大渦潮 (メイルストロム) の轟音は16キロメートル先からでも聞くことができる。
近くのグレイ・ドッグス (Grey Dogs) やリトル・コリーヴレッカンはイギリス海軍によって「航行不可能海域」と正式に分類されている。そう誤解されることもあるが、コリーヴレッカン湾は航行不可能な海域には分類されていない。しかしイギリス海軍本部のスコットランド西海岸水先案内人は、コリーヴレッカン湾を「非常に荒れていて危険」と表現しており「現地の知識なしにこの海域を航行する船舶はあってはならない」としている。この海域を探検した経験豊富なスキューバダイバーのチームは「イギリスで最も危険をはらんだダイビング・スポット」と語っている。

## スコットランド神話
スコットランド神話では、冬の女神である魔女「カリアッハベーラ」がコリーヴレッカン湾を使って自分の大きなタータンチェック柄のケープを洗い、それが秋から冬への季節の移り変わりを告げる合図だと言われている。冬が近づくとカリアッハベーラはコリーヴレッカン湾を洗濯だらいとして使う。それによってもたらされる暴風雨の轟音は30キロメートル離れた場所にも届き、それが3日3晩続く。洗濯が終わった布は純白へと変わり、大地をおおう雪の毛布となる。渦潮をつかさどるカリアッハベーラを、スコットランドの民話作家アラスデアー・マクレガーは「ハイランドのストーム・ケルピー (嵐を呼ぶケルピー) の中で最も獰猛」と評している。
もうひとつの伝説として、ノルウェーの王子ブレーカン (Breacan) にまつわるものがある。今も残るいくつかの話の中で、ブレーカンはとあるスコットランドの王女の気を引こうとして、あるいは湾の向こうの父親から逃げようとして、渦潮のそばに舟を停泊させる。どちらの話でも、ブレーカンは渦潮に巻き込まれてしまい、後に飼い犬によって遺体を岸に引きずり上げられる。王子の名前「ブレーカン」が渦潮の「コリーヴレッカン」にちなんで名づけられた可能性も、王子の名前からゲール語の駄洒落で現在の湾の名前が名づけられた可能性もある。
チャールズ・マッケイの詩『コリーヴレッカンのケルピー (The Kelpie of Corrievreckan)』は、海に住むケルピーと駆け落ちして恋人を捨てる若い女性の物語である。ケルピーが海の底に住んでいると知った時にはすでに遅く、ヒロインは溺死してしまう。「すべての気まぐれな乙女達への恐ろしい警告」と言われている。この詩は1890年代にリアモント・ドライスデー (Learmont Drysdale) によってピアノ・オーケストラ用に作曲され、1939年にはルース・ギップスによってクラリネット・ピアノ用に編曲された。
詩人のジョン・レイデン (John Leyden) は古い民間伝承の収集に熱中していた。そして、古くから伝わるゲール語のバラード「コロンゼー島のマクフォイル (Macphail of Colonsay)」と「コリーヴレッカン湾の人魚 (the Mermaid of Corrivrekin)」を土台に「人魚」という詩を作りあげた。その物語は、青年マクフォイルが人魚に連れ去られ、海の底のグロット (洞窟) で一緒に暮らし5人の子供をもうけるが、やがて海の世界に嫌気がさして陸に逃げ出すという筋書きとなっている。